# Virtudes infusas
En teología moral se llama virtudes infusas a los hábitos que Dios infunde a través del Espíritu Santo. Son específicas de la moral cristiana. Según el catecismo de la Iglesia católica:

1813. Las virtudes teologales fundan, animan y caracterizan el obrar moral del cristiano. Informan y vivifican todas las virtudes morales. Son infundidas por Dios en el alma de los fieles para hacerlos capaces de obrar como hijos suyos y merecer la vida eterna. Son la garantía de la presencia y la acción del Espíritu Santo en las facultades del ser humano.

## Naturaleza
En un análisis de los elementos de la definición:
- hábitos pues se trata de virtudes. Corresponde a una cualidad que dispone a un obrar más fácil y rápido.
- infundidos por Dios en el entendimiento y en la voluntad: su causa eficiente está en Dios que los comunica a las facultades del entendimiento y de la voluntad para que puedan realizar actos sobrenaturales.[2]

Se suele subrayar una diferencia más de las virtudes infusas con respecto a las naturales y es que las últimas disponen a un obrar más fácil; en cambio, las infusas, además de eso, dan la potencia para una actuación que excede las capacidades de la facultad donde están alojadas.

## Existencia y necesidad
La tradición teológica coincide en afirmar que la necesidad de esta intervención divina en el alma se debe a la naturaleza misma de la gracia, ya que esta no es inmediatamente operante y requiere la colaboración de las facultades humanas (entendimiento y voluntad). Ahora bien tal cooperación está sujeta a error debido a las consecuencias del pecado original. La solución a esa dificultad son las virtudes infusas.

## Propiedades
En primer lugar, se suele mencionar que estas virtudes acompañan a la gracia santificante aunque son distintas de ella y de sus correspondientes virtudes adquiridas.
Hay varios textos de la Biblia que permiten afirmar que se da un crecimiento en estas virtudes análogo y par al de la gracia. Véase por ejemplo:

Crezcamos en caridad
Ef 4, 15

Yo ruego para que vuestra caridad se acreciente más y más en conocimiento y en toda discreción
Flp 1, 9

Para que abundéis en esperanza por la fuerza del Espíritu Santo
Rm 15, 13

La tradición de la Iglesia Católica afirma unánimemente que las virtudes infusas –con excepción de la fe y de la esperanza– desaparecen con el pecado mortal y que no pueden «disminuir» dado que no provienen de la repetición de actos.

## División
Hay virtudes infusas que ordenan la facultad al fin, estas son las virtudes teologales, hay otras que disponen ante los medios para alcanzar el fin, son las virtudes morales. Las que apoyan la acción del Espíritu Santo –aunque no son exactamente virtudes– son los dones del Espíritu Santo.